# Politiek in Drenthe
De provincie Drenthe wordt bestuurd vanuit het provinciehuis in de hoofdstad Assen.

## Provinciale Staten
| Uitslagen van de verkiezingen voor Provinciale Staten vanaf 2007 | Uitslagen van de verkiezingen voor Provinciale Staten vanaf 2007 | Uitslagen van de verkiezingen voor Provinciale Staten vanaf 2007 | Uitslagen van de verkiezingen voor Provinciale Staten vanaf 2007 | Uitslagen van de verkiezingen voor Provinciale Staten vanaf 2007 | Uitslagen van de verkiezingen voor Provinciale Staten vanaf 2007 | Uitslagen van de verkiezingen voor Provinciale Staten vanaf 2007 | Uitslagen van de verkiezingen voor Provinciale Staten vanaf 2007 | Uitslagen van de verkiezingen voor Provinciale Staten vanaf 2007 | Uitslagen van de verkiezingen voor Provinciale Staten vanaf 2007 | Uitslagen van de verkiezingen voor Provinciale Staten vanaf 2007 | Uitslagen van de verkiezingen voor Provinciale Staten vanaf 2007 | Uitslagen van de verkiezingen voor Provinciale Staten vanaf 2007 |
| Partij                                                           | Partij                                                           | 2007                                                             | 2007                                                             | 2011                                                             | 2011                                                             | 2015                                                             | 2015                                                             | 2019                                                             | 2019                                                             | 2023                                                             | 2023                                                             |                                                                  |
| Partij                                                           | Partij                                                           | %                                                                | Zetels                                                           | %                                                                | Zetels                                                           | %                                                                | Zetels                                                           | %                                                                | Zetels                                                           | %                                                                | Zetels                                                           |                                                                  |
| ---------------------------------------------------------------- | ---------------------------------------------------------------- | ---------------------------------------------------------------- | ---------------------------------------------------------------- | ---------------------------------------------------------------- | ---------------------------------------------------------------- | ---------------------------------------------------------------- | ---------------------------------------------------------------- | ---------------------------------------------------------------- | ---------------------------------------------------------------- | ---------------------------------------------------------------- | ---------------------------------------------------------------- | ---------------------------------------------------------------- |
|                                                                  | BoerBurgerBeweging                                               | -                                                                | -                                                                | -                                                                | -                                                                | -                                                                | -                                                                | -                                                                | -                                                                | 33,41                                                            | 17                                                               |                                                                  |
|                                                                  | Partij van de Arbeid                                             | 27,20                                                            | 13                                                               | 26,51                                                            | 12                                                               | 15,15                                                            | 7                                                                | 14,06                                                            | 6                                                                | 9,42                                                             | 4                                                                |                                                                  |
|                                                                  | Volkspartij voor Vrijheid en Democratie                          | 16,75                                                            | 8                                                                | 18,97                                                            | 9                                                                | 15,22                                                            | 7                                                                | 13,05                                                            | 6                                                                | 7,74                                                             | 4                                                                |                                                                  |
|                                                                  | Christen-Democratisch Appèl                                      | 21,22                                                            | 10                                                               | 14,60                                                            | 6                                                                | 14,43                                                            | 6                                                                | 10,55                                                            | 5                                                                | 5,90                                                             | 3                                                                |                                                                  |
|                                                                  | GroenLinks                                                       | 4,72                                                             | 2                                                                | 5,27                                                             | 2                                                                | 5,17                                                             | 2                                                                | 8,30                                                             | 4                                                                | 5,59                                                             | 2                                                                |                                                                  |
|                                                                  | Partij voor de Vrijheid                                          | -                                                                | -                                                                | 9,84                                                             | 4                                                                | 10,88                                                            | 5                                                                | 7,05                                                             | 3                                                                | 5,18                                                             | 2                                                                |                                                                  |
|                                                                  | ChristenUnie                                                     | 7,56                                                             | 3                                                                | 5,32                                                             | 2                                                                | 6,43                                                             | 3                                                                | 6,80                                                             | 3                                                                | 4,85                                                             | 2                                                                |                                                                  |
|                                                                  | Socialistische Partij                                            | 12,27                                                            | 5                                                                | 9,71                                                             | 4                                                                | 12,57                                                            | 5                                                                | 6,47                                                             | 3                                                                | 4,75                                                             | 2                                                                |                                                                  |
|                                                                  | Partij voor de Dieren                                            | 1,88                                                             | 0                                                                | -                                                                | -                                                                | -                                                                | -                                                                | 3,43                                                             | 1                                                                | 4,23                                                             | 2                                                                |                                                                  |
|                                                                  | Democraten 66                                                    | 1,91                                                             | 0                                                                | 6,22                                                             | 2                                                                | 9,85                                                             | 4                                                                | 5,69                                                             | 2                                                                | 3,78                                                             | 1                                                                |                                                                  |
|                                                                  | Forum voor Democratie                                            | -                                                                | -                                                                | -                                                                | -                                                                | -                                                                | -                                                                | 13,45                                                            | 6                                                                | 2,99                                                             | 1                                                                |                                                                  |
|                                                                  | Volt Nederland                                                   | -                                                                | -                                                                | -                                                                | -                                                                | -                                                                | -                                                                | -                                                                | -                                                                | 2,93                                                             | 1                                                                |                                                                  |
|                                                                  | Sterk Lokaal Drenthe                                             | -                                                                | -                                                                | -                                                                | -                                                                | 3,64                                                             | 1                                                                | 4,09                                                             | 1                                                                | 2,84                                                             | 1                                                                |                                                                  |
|                                                                  | JA21                                                             | -                                                                | -                                                                | -                                                                | -                                                                | -                                                                | -                                                                | -                                                                | -                                                                | 2,41                                                             | 1                                                                |                                                                  |
|                                                                  | 50PLUS                                                           | -                                                                | -                                                                | 1,80                                                             | 0                                                                | 4,03                                                             | 1                                                                | 3,70                                                             | 1                                                                | 1,31                                                             | 0                                                                |                                                                  |
|                                                                  | overige partijen                                                 | 6,49                                                             | 0                                                                | 1,74                                                             | 0                                                                | 2,65                                                             | 0                                                                | 3,35                                                             | 0                                                                | 2,65                                                             | 0                                                                |                                                                  |
| totaal                                                           | totaal                                                           | 100                                                              | 41                                                               | 100                                                              | 41                                                               | 100                                                              | 41                                                               | 100                                                              | 41                                                               | 100                                                              | 43                                                               |                                                                  |
| opkomstpercentage                                                | opkomstpercentage                                                | 51,16                                                            |                                                                  | 58,66                                                            |                                                                  | 50,97                                                            |                                                                  | 58,81                                                            |                                                                  | 66,36                                                            |                                                                  |                                                                  |

## Gedeputeerde Staten
Jetta Klijnsma is sinds 1 december 2017 commissaris van de Koning.
Provinciesecretaris is Wim Brenkman.

### 2007-2011
Het College van Gedeputeerde Staten berustte op een coalitie van PvdA, VVD en ChristenUnie en bestond uit de volgende gedeputeerden:
- Henk Baas - ChristenUnie
- Rob Bats - VVD
- Anneke Haarsma - PvdA
- Tanja Klip-Martin - VVD
- Rein Munniksma - PvdA
- Janny Vlietstra - PvdA

### 2011-2015
Het College van Gedeputeerde Staten berustte op een coalitie van PvdA en VVD en bestond uit de volgende gedeputeerden:
- Henk van de Boer - VVD
- Henk Brink - VVD
- Rein Munniksma - PvdA
- Ard van der Tuuk - PvdA

### 2015-2019
Het College van Gedeputeerde Staten berustte op een coalitie van VVD, PvdA, CDA en ChristenUnie en bestond uit de volgende gedeputeerden:
- Cees Bijl - PvdA (opvolger van Ard van der Tuuk, die was afgetreden op 8 april 2016)
- Henk Brink - VVD
- Henk Jumelet - CDA
- Tjisse Stelpstra - ChristenUnie

### 2019-2023
Het College van Gedeputeerde Staten berustte op een coalitie van PvdA, VVD, CDA, GroenLinks en ChristenUnie en bestond uit de volgende gedeputeerden:
- Cees Bijl - PvdA (tot 1 december 2021[4])
- Nelleke Vedelaar - PvdA (per 1 december 2021[4])
- Henk Brink - VVD
- Henk Jumelet - CDA
- Hans Kuipers - GroenLinks
- Tjisse Stelpstra - ChristenUnie

### 2023-2027
Het College van Gedeputeerde Staten berust op een coalitie van BBB, PvdA, VVD en CDA en bestaat uit de volgende gedeputeerden:
- Jisse Otter - BBB
- Egbert van Dijk - BBB
- Yvonne Turenhout - PvdA
- Willemien Meeuwissen - VVD
- Henk Jumelet - CDA

## Landelijke verkiezingen in de provincie Drenthe
| Uitslagen van de verkiezingen vanaf 2006 (in percentages) | Uitslagen van de verkiezingen vanaf 2006 (in percentages) | Uitslagen van de verkiezingen vanaf 2006 (in percentages) | Uitslagen van de verkiezingen vanaf 2006 (in percentages) | Uitslagen van de verkiezingen vanaf 2006 (in percentages) | Uitslagen van de verkiezingen vanaf 2006 (in percentages) | Uitslagen van de verkiezingen vanaf 2006 (in percentages) | Uitslagen van de verkiezingen vanaf 2006 (in percentages) | Uitslagen van de verkiezingen vanaf 2006 (in percentages) | Uitslagen van de verkiezingen vanaf 2006 (in percentages) | Uitslagen van de verkiezingen vanaf 2006 (in percentages) |
| Partij                                                    | TK2006                                                    | EP2009                                                    | TK2010                                                    | TK2012                                                    | EP2014                                                    | TK2017                                                    | EP2019                                                    | TK2021                                                    | TK2023                                                    | EP2024                                                    |
| --------------------------------------------------------- | --------------------------------------------------------- | --------------------------------------------------------- | --------------------------------------------------------- | --------------------------------------------------------- | --------------------------------------------------------- | --------------------------------------------------------- | --------------------------------------------------------- | --------------------------------------------------------- | --------------------------------------------------------- | --------------------------------------------------------- |
| PvdA                                                      | 30,73                                                     | 18,75                                                     | 26,17                                                     | 32,77                                                     | 13,70                                                     | 8,57                                                      | 23,10                                                     | 8,66                                                      | 13,98                                                     | 20,36                                                     |
| GL                                                        | 3,79                                                      | 7,61                                                      | 5,86                                                      | 1,83                                                      | 5,57                                                      | 7,76                                                      | 8,73                                                      | 3,96                                                      | 13,98                                                     | 20,36                                                     |
| PVV                                                       | 3,96                                                      | 14,24                                                     | 13,04                                                     | 8,27                                                      | 11,78                                                     | 12,89                                                     | 3,73                                                      | 12,42                                                     | 26,01                                                     | 18,48                                                     |
| VVD                                                       | 14,33                                                     | 12,16                                                     | 19,19                                                     | 23,70                                                     | 12,43                                                     | 19,45                                                     | 13,94                                                     | 20,43                                                     | 12,55                                                     | 10,17                                                     |
| BBB                                                       | -                                                         | -                                                         | -                                                         | -                                                         | -                                                         | -                                                         | -                                                         | 2,23                                                      | 8,80                                                      | 9,93                                                      |
| CDA                                                       | 22,51                                                     | 21,32                                                     | 13,83                                                     | 9,75                                                      | 16,23                                                     | 14,44                                                     | 14,16                                                     | 10,96                                                     | 3,67                                                      | 9,91                                                      |
| D66                                                       | 1,27                                                      | 8,59                                                      | 5,19                                                      | 5,86                                                      | 12,69                                                     | 10,24                                                     | 5,16                                                      | 12,73                                                     | 4,45                                                      | 6,06                                                      |
| NSC                                                       | -                                                         | -                                                         | -                                                         | -                                                         | -                                                         | -                                                         | -                                                         | -                                                         | 15,98                                                     | 4,64                                                      |
| CU                                                        | 5,12                                                      | 6,07                                                      | 4,32                                                      | 4,24                                                      | 7,37                                                      | 4,57                                                      | 6,52                                                      | 4,55                                                      | 2,63                                                      | 3,84                                                      |
| PvdD                                                      | 1,41                                                      | 3,07                                                      | 1,09                                                      | 1,50                                                      | 4,05                                                      | 2,56                                                      | 3,59                                                      | 3,30                                                      | 1,84                                                      | 3,47                                                      |
| Volt                                                      | -                                                         | -                                                         | -                                                         | -                                                         | -                                                         | -                                                         | 1,15                                                      | 1,35                                                      | 1,00                                                      | 3,34                                                      |
| FvD                                                       | -                                                         | -                                                         | -                                                         | -                                                         | -                                                         | 1,82                                                      | 11,33                                                     | 5,59                                                      | 2,38                                                      | 3,03                                                      |
| SP                                                        | 15,89                                                     | 6,74                                                      | 9,80                                                      | 9,12                                                      | 10,55                                                     | 11,93                                                     | 4,28                                                      | 7,54                                                      | 3,30                                                      | 2,55                                                      |
| SGP                                                       | 0,34                                                      | [ 7 ]                                                     | 0,46                                                      | 0,68                                                      | [ 7 ]                                                     | 0,78                                                      | [ 7 ]                                                     | 0,77                                                      | 0,79                                                      | 1,67                                                      |
| 50Plus                                                    | -                                                         | -                                                         | -                                                         | 1,35                                                      | 3,54                                                      | 3,53                                                      | 3,59                                                      | 1,09                                                      | 0,45                                                      | 1,04                                                      |
| JA21                                                      | -                                                         | -                                                         | -                                                         | -                                                         | -                                                         | -                                                         | -                                                         | 2,11                                                      | 0,61                                                      | 0,57                                                      |
| DENK                                                      | -                                                         | -                                                         | -                                                         | -                                                         | -                                                         | 0,28                                                      | 0,18                                                      | 0,30                                                      | 0,46                                                      | -                                                         |
| BIJ1                                                      | -                                                         | -                                                         | -                                                         | -                                                         | -                                                         | -                                                         | -                                                         | 0,19                                                      | 0,14                                                      | -                                                         |
| overig                                                    | 0,65                                                      | 1,45                                                      | 1,05                                                      | 0,92                                                      | 2,08                                                      | 1,16                                                      | 0,54                                                      | 1,84                                                      | 0,95                                                      | 0,93                                                      |
| opkomst                                                   | 83,00                                                     | 36,65                                                     | 76,41                                                     | 76,85                                                     | 37,36                                                     | 87,68                                                     | 41,07                                                     | 80,17                                                     | 81,36                                                     | 47,49                                                     |